# 이이오 류타로
이이오 류타로(일본어: 飯尾 竜太朗, 1991년 1월 30일 ~ )는 일본의 축구 선수로 현재 J2리그의 블라우블리츠 아키타에서 미드필더로 활약하고 있다.

## 구단 경력
그는 2013년부터 J리그의 마쓰모토 야마가 FC, V-파렌 나가사키, 베갈타 센다이, 블라우블리츠 아키타에서 뛰었다.